# Glyptonotus antarcticus
Espèce
Synonymes
- Glyptonotus antarctica Eights, 1852[1]
- Glyptonotus antarcticus obtusus Meyer-Rochow, 1980[1]

Glyptonotus antarcticus est une espèce d'isopodes de la famille des Chaetiliidae. Son aire de répartition comprend le pourtour du continent Antarctique et s'étend jusqu'aux îles Shetland du Sud, Orcades, Sandwich, et Géorgie du Sud. On le retrouve de la zone intertidale jusqu'à une profondeur de 790 mètres,.

## Systématique
L'espèce Glyptonotus antarcticus a été décrite en 1852 par le médecin, chirurgien et naturaliste américain James Eights (d) (1798-1882).

## Description

### Morphologie
Glyptonotus antarcticus mesure jusqu'à vingt centimètres de long et pèse 70 grammes. La couleur de sa cuticule varie mais elle reste généralement dans des tons brun-olives, ses appendices quant à eux étant d'un jaunâtre moins sombre.
Sa cuticule possède des microstructures empêchant la fixation de foraminifères et de stades larvaires d'organismes sessiles. Son corps épineux le protèges lorsqu'il a atteint l'âge adulte, les individus plus petits servant de proies. Ces prédateurs sont des poissons du genre nototheniidae (Notothenia neglecta and Trematomus bernacchii) et la pieuvre Pareledone sp.. G. antarcticus peut vivre entre cinq et huit ans avec une intermue de 100 à 730 jours.

### Reproduction
Il n'a pas de saison de reproduction, les jeunes étant produits toute l'année. G. antarcticus incube et garde les jeunes dans une poche incubatrice ou marsupium, cette structure étant une adaptation au développement lent dû aux conditions froides du milieu,. Les jeunes en développement consomment les œufs non viables (adelphophagie) et les sécrétions maternelles. La femelle G. antarcticus meurt généralement lorsque la portée est libérée mais peut dans de rares cas effectuer une nouvelle mue et faire une nouvelle portée.

## Écologie

### Rôle
Glyptonotus antarcticus est omnivore et mange ce qu'il trouve, à savoir de petites étoiles de mer, des mollusques gastéropodes, des isopodes (pouvant faire du cannibalisme sur des individus plus petits), des oursins, des lamellibranches, des charognes, du krill et des vers polychètes (dont Flabelligera mundata), la disponibilité de la nourriture étant plus importante que le type,,. Ses grandes et puissantes mandibules lui permettent de consommer des animaux à carapace dure comme les étoiles de mer ou les oursins. Comme la plupart des prédateurs ou des charognards benthiques, son rôle écologique est analogue à celui des crabes ou des écrevisses dans les eaux tempérées. G. antarcticus est nocturne avec quelques activités diurnes : durant la journée, il se réfugie sous les pierres et les algues et, la nuit venue, part à la recherche de sa nourriture. G. antarcticus doit se nourrir au moins deux fois par semaine pour rester en bonne santé.

### Parasite
Des œufs de Glyptonotobdella antarctica (Piscicolidae) sont connus pour être partagés par G. antarcticus, l'oursin Sterechinus, et quelques espèces de pieuvres Pareledone. Des cocons peuvent être observés sur la face ventrale de G. antarcticus. Il semblerait que G. antarctica puisse avoir comme hôtes des prédateurs et leurs proies potentielles.

## Publication originale
- (en) James Eights, « Description of a new Animal belonging to the Crustacea, discovered in the Antarctic Seas », Transactions of the Albany Institute, vol. 2,‎ 1852, p. 331-334 (OCLC 4911702, lire en ligne).